# Ruth Herschberger
Ruth Herschberger, född 1917 i Philipse Manor, New York, död 14 oktober 2014, var en amerikansk författare.
Herschberger växte upp i Chicago och studerade vid University of Chicago och Black Mountain College. Hon var en feminist under en tid då en aktiv kvinnorörelse saknades. Hennes dikter har publicerats i tidskrifter och antologier. Hon utgav två diktsamlingar, A Way of Happening (1948) och Nature & Love Poems (1969) samt prosaboken Adam's Rib (1948), en protest mot könsstereotyper. Hon utförde även prisbelönta översättningar av Vladimir Majakovskij. Hon tilldelades bland annat Hopwood Award for Poetry, Midland Authors Award for Poetry och Harriet Monroe Memorial Prize.